# غيلبرت أوبري
غيلبرت أوبري (بالفرنسية: Gilbert Aubry)‏ هو كاهن كاثوليكي وشاعر فرنسي، ولد في 10 مايو 1942 في Saint-Louis, Réunion ‏ في فرنسا.

## وصلات خارجية
- غيلبرت أوبري على موقع ميوزك برينز (الإنجليزية)
- غيلبرت أوبري على موقع ديسكوغز (الإنجليزية)